# عثمان فييرا
عثمان فييرا دياراسوبا (بالفرنسية: Ousmane Viera Diarrassouba)‏ (ولد في 21 ديسمبر 1986 في دالوا) لاعب كرة قدم دولي عاجي يلعب حاليا لصالح نادي ريزيسبور في خط الدفاع منذ 2013. مثّل بلده في دورة الألعاب الأولمبية لعام 2008.

## روابط خارجية
- عثمان فييرا على موقع الاتحاد الدولي (مؤرشف)  (الإنجليزية)
- عثمان فييرا على موقع اتحاد تركيا (لاعب) (الإنجليزية)
- عثمان فييرا على موقع قاعدة بيانات كرة القدم.إي يو (الإنجليزية)
- عثمان فييرا على موقع ناشيونال فوتبول تيمز (الإنجليزية)
- عثمان فييرا على موقع Soccerway.com (الإنجليزية)
- عثمان فييرا على موقع عالم كرة القدم.نت (الإنجليزية)
- عثمان فييرا على موقع أوليمبيديا (الإنجليزية)
- عثمان فييرا على موقع AS.com (الإسبانية)